# 4306 Dunaevskij
4306 Dunaevskij eller 1976 SZ5 är en asteroid i huvudbältet som upptäcktes den 24 september 1976 av den rysk-sovjetiske astronomen Nikolaj Tjernych vid Krims astrofysiska observatorium på Krim. Den har fått sitt namn efter den rysk-sovjetiske kompositören Isaak Dunajevskij.
Asteroiden har en diameter på ungefär nio kilometer och tillhör asteroidgruppen Themis.